# Protonemura vonbursa
Protonemura vonbursa is een steenvlieg uit de familie beeksteenvliegen (Nemouridae). De wetenschappelijke naam van de soort is voor het eerst geldig gepubliceerd in 1979 door Theischinger.